# K-44 Riazan
Pour les articles homonymes, voir K44.
Le K-44 puis K-44 Riazan (en russe : К-496 « Ряза́нь ») est un sous-marin nucléaire lanceur d'engins du projet 667BDR « Kalmar » (code OTAN : classe Delta III) en service dans la Marine soviétique puis dans la Marine russe.  

## Service
Le K-44 est inscrit sur les listes de navires de guerre de la Marine soviétique le 23 janvier 1979. Sa quille est posée aux chantiers navals Sevmash de Severodvinsk le 31 janvier 1980. Le sous-marin est mis flot le 19 janvier 1982 pour effectuer des essais en mer et il entre en service le 17 septembre de la même année. Le 18 septembre le pavillon de la Marine soviétique est solennellement hissé à bord au cours de la première cérémonie des couleurs. Le 24 novembre 1982, il est affecté à la 13e division de sous-marins de la 3e flottille la flotte du Nord, stationnée dans la baie d'Olenia.
En 1985, le K-44 fait surface au pôle Nord pour des tests du système d'armes avec l'équipage du K-487. En 1990, il est affecté à la 31e division de la 3e flottille de sous-marins de flotte du Nord, basée dans la baie Iagelnaïa. Du 27 janvier 1992 au 21 octobre 1994, le bâtiment est placé en IPER au chantier naval SRZ Zvezdochka pour réparation et modernisation. Un sonar Avrora-1 est installé à bord. Le 3 juin 1994, le K-44 est reclassé « croiseur nucléaire sous-marin stratégique » (APKSN).
En mai 1995, en mer de Barents, le K-44 procède au tir d'un missile Volna, dans le cadre du programme international Elrabeck, conduit par l'université de Brême. La capsule, contenant des instruments scientifiques, mais aussi des souvenirs et même du courrier spécialement prévu pour cet acheminement exceptionnel parcourt 5 000 milles marins (9 260 km) en 20 minutes. En 1996, le K-44 remporte le prix du Commandant-en-chef de la Marine pour la préparation de missiles. Il passe sur le dock PD-1 à Rosliakovo. Le 10 février 1998, le K-44 est renommé K-44 Riazan, en l'honneur de la ville de Riazan. 
Le 12 juin 2002, lance un engin expérimental baptisé « Demonstrator-2 ». En 2004, le K-44 Riazan est affecté à la 12e escadre de sous-marins de la Flotte du Nord, et stationné dans la base navale de Gadjievo. 
Le sous-marin est placé en IPER de 2005 à 2007 au chantier naval Zvezdochka de Severodvinsk. Le 25 novembre 2005, il est présenté à tort comme un projet 667BDRM par une dépêche de l'agence Interfax concernant la certification des travaux à la suite de l'IPER de ce sous-marin. En 25 septembre 2007, les travaux de réparation et de modernisation sont achevés et le bâtiment rejoint la flotte du Nord au mois d'octobre de la même année.
Le 1er août 2008, le K-44 Riazan tire en plongé un missile balistique intercontinental depuis la mer de Barents en direction du polygone de Koura, sur la péninsule du Kamtchatka. Le sous-marin entame alors son transfert de la flotte du Nord vers la Flotte du Pacifique. Le 30 septembre 2008, il arrive à base navale de Vilioutchinsk un voyage sous la calotte glaciaire de l'Arctique. En octobre 2008, le K-44 est affecté à la 25e division de sous-marins de la flotte du Pacifique.
Le 7 octobre 2009, il effectue un lancement réussi d'un missile RSM-50 (RSM-54?) depuis la mer d'Okhotsk vers le polygone de Chija, sur la péninsule de Kanine en mer Blanche. Il est placé en IPER en 2011.